# Lac d'Ipala
Le lac d'Ipala est un lac de cratère du Guatemala, d'une superficie de 5,9 km2. Il se trouve dans le sud-est du département de Chiquimula, dans le cratère principal du volcan Ipala, à 1 493 mètres d'altitude.